# The Paramore Tour
The Paramore Tour fue una gira de la banda Paramore, con Cute Is What We Aim For, Hit The Lights y This Providence como teloneros, que recorrió los Estados Unidos y Canadá. Con treinta y ocho fechas en total, comenzó el 2 de agosto de 2006 en Chicago, Illinois y terminó el 24 de septiembre del mismo año en Orlanda, Florida.

## Canciones interpretadas
1. «Emergency»
2. «Here We Go Again»
3. «Conspiracy»
4. «Pressure»
5. «All We Know»
6. «Never Let This Go»
7. «Franklin»
8. «Whoa»
9. «My Heart»

## Fechas
| Norteamérica             |                |                |                        |
| 2 de agosto de 2006      | Chicago        | Estados Unidos | Beat Kitchen           |
| 3 de agosto de 2006      | Detroit        | Estados Unidos | Saint Andrews Hall     |
| 4 de agosto de 2006      | Cleveland      | Estados Unidos | Agora Ballroom         |
| 5 de agosto de 2006      | Buffalo        | Estados Unidos | The Icon               |
| 6 de agosto de 2006      | Toronto        | Canadá         | The Opera House        |
| 8 de agosto de 2006      | Nueva York     | Estados Unidos | Bowery Ballroom        |
| 9 de agosto de 2006      | New Haven      | Estados Unidos | Toad's Place           |
| 11 de agosto de 2006     | Boston         | Estados Unidos | Axis                   |
| 12 de agosto de 2006     | Farmingdale    | Estados Unidos | The Crazy Donkey       |
| 13 de agosto de 2006     | Hackensack     | Estados Unidos | School Of Rock         |
| 15 de agosto de 2006     | Huntington     | Estados Unidos | Hyamp                  |
| 16 de agosto de 2006     | Charlotte      | Estados Unidos | Tremont Music Hall     |
| 17 de agosto de 2006     | Towson         | Estados Unidos | Recher Theatre         |
| 18 de agosto de 2006     | Norfolk        | Estados Unidos | The Norva              |
| 20 de agosto de 2006     | Filadelfia     | Estados Unidos | Theatre Of Living Arts |
| 22 de agosto de 2006     | Providence     | Estados Unidos | Living Room            |
| 30 de agosto de 2006     | Seattle        | Estados Unidos | El Corazón             |
| 31 de agosto de 2006     | Portland       | Estados Unidos | Hawthorne Theater      |
| 1 de septiembre de 2006  | Orangevale     | Estados Unidos | The Boardwalk          |
| 2 de septiembre de 2006  | San Francisco  | Estados Unidos | Slim's                 |
| 3 de septiembre de 2006  | Anaheim        | Estados Unidos | House Of Blues         |
| 5 de septiembre de 2006  | Azusa          | Estados Unidos | Smart City Grinds      |
| 6 de septiembre de 2006  | West Hollywood | Estados Unidos | Knitting Factory       |
| 7 de septiembre de 2006  | San Diego      | Estados Unidos | Soma                   |
| 8 de septiembre de 2006  | Las Vegas      | Estados Unidos | House Of Blues         |
| 9 de septiembre de 2006  | Tempe          | Estados Unidos | The Clubhouse          |
| 11 de septiembre de 2006 | Salt Lake City | Estados Unidos | Avalon Theater         |
| 12 de septiembre de 2006 | Denver         | Estados Unidos | Cervantes              |
| 14 de septiembre de 2006 | Lawrence       | Estados Unidos | The Bottleneck         |
| 15 de septiembre de 2006 | Dallas         | Estados Unidos | The Door               |
| 16 de septiembre de 2006 | Spring         | Estados Unidos | Javajazz               |